# 大和田神社 (松川村)
大和田神社（おおわだじんじゃ）は、長野県北安曇郡松川村にある神社である。

## 歴史
杉林の中にあり松川村の人口の半数が氏子であるとされている。いつ創建されたかは明らかではない。古文書では1580年（天正8年）、松川道文願文（大和田賢一家文書）の中に「大明神」と記載されていて、これが当社に関しての最も古い記述とされている。
1926年（大正15年）、雨引山山頂に奥社を分霊創建した。社殿や付属の建物は何度か火災で焼失し、その都度再建されたが、1974年（昭和49年）4月に本殿、幣殿、拝殿など全ての建物を失った。翌1975年（昭和50年）9月本殿その他を再建し、今日に至っている。

## 境内

### 本殿
三間社流造銅板葺、間口一間五尺 奥行二間

### 幣殿
瓦葺、間口二間三尺 奥行二間三尺

### 拝殿
破風造瓦葺 間口五間三尺 奥行一間三尺間

### 神楽殿

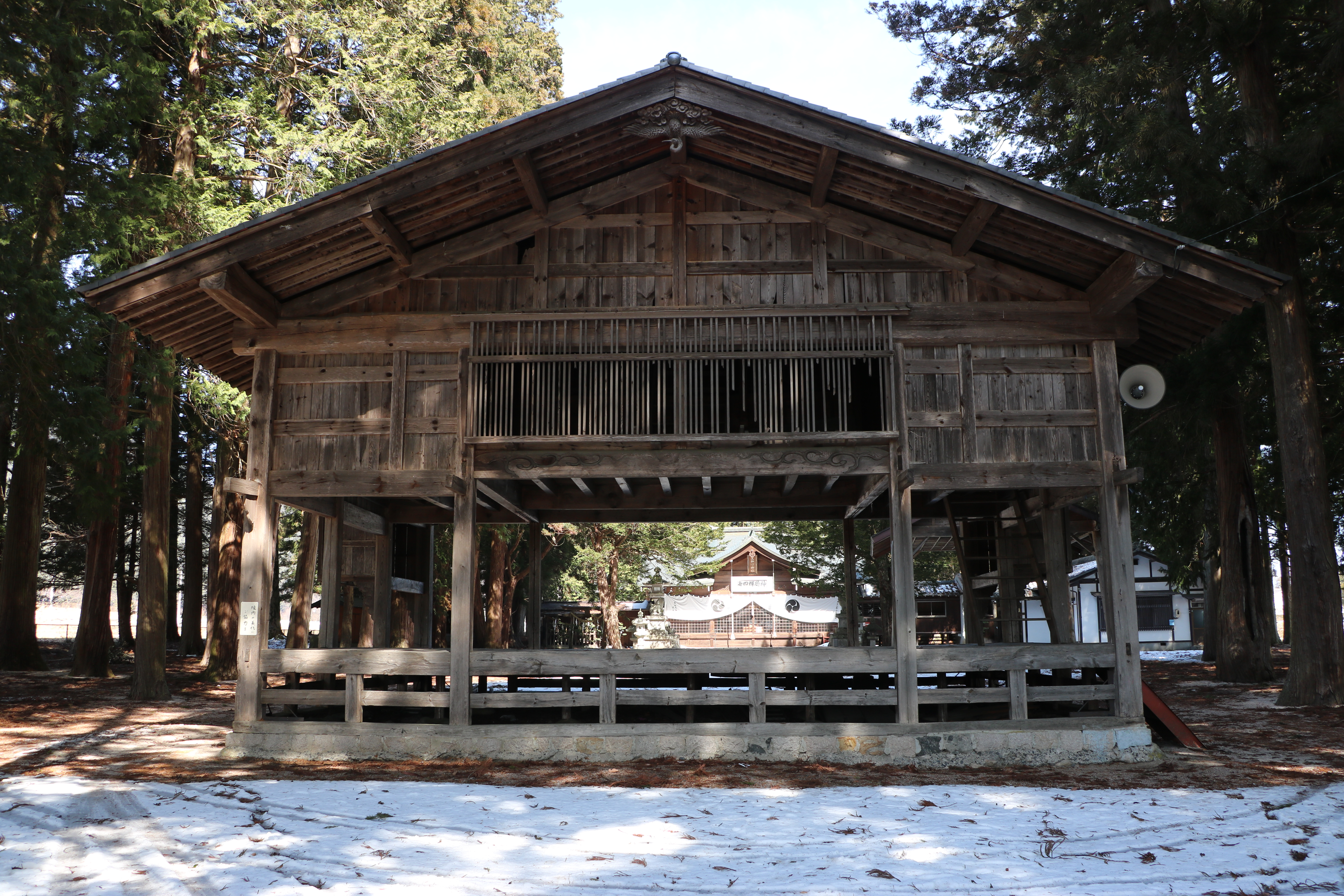
神楽殿

神楽殿は祭神に舞楽を奉納する場所として建造されたもので、村内には細野神社にも有明山社にも建造されている。大和田神社の神楽殿は桁行11メートル、梁間8.5メートル、高さ8メートルの二階建で、郡内最大規模。天井裏の棟木に「慶応元年造之」と墨書されていて、松川村内では数少ない江戸時代の建物となっている。一階は全面板張りの舞台となっていて、前方両袖に太夫座が設けられており、東西南北吹き放ちになっている。二階の正面は板壁、背面は竪格子の窓となっていて、舞台を上から見下ろすことができる。柱に釘付けされている棟札によって、大工棟梁浅原勝蔵以下大工は松川村と板取村の人々で、彫師だけが池田町の森代八であったことがわかる。南向きの本殿に対し、神楽殿を北向きにして社殿との間を広く取ってあるのは、幕末から明治初期に盛んであった地芝居上演時に、野外観覧席とするためである。戦後も神楽殿は青年団活動として芝居など上演の場所でもあった。娯楽施設が全くなかった村内にあって、舞楽奉納の目的以外にも重要な役割を果していた。

神楽殿の絵馬
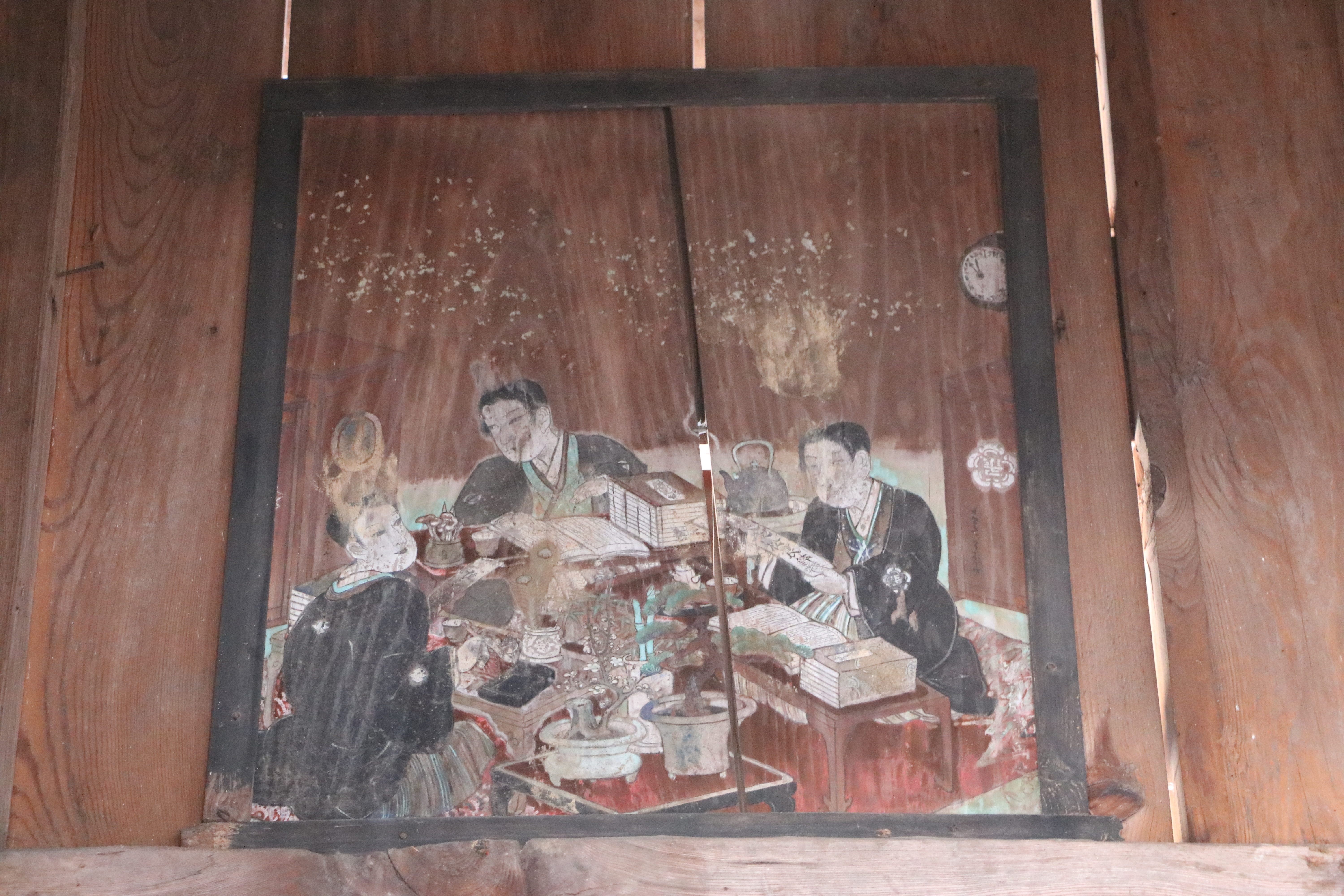
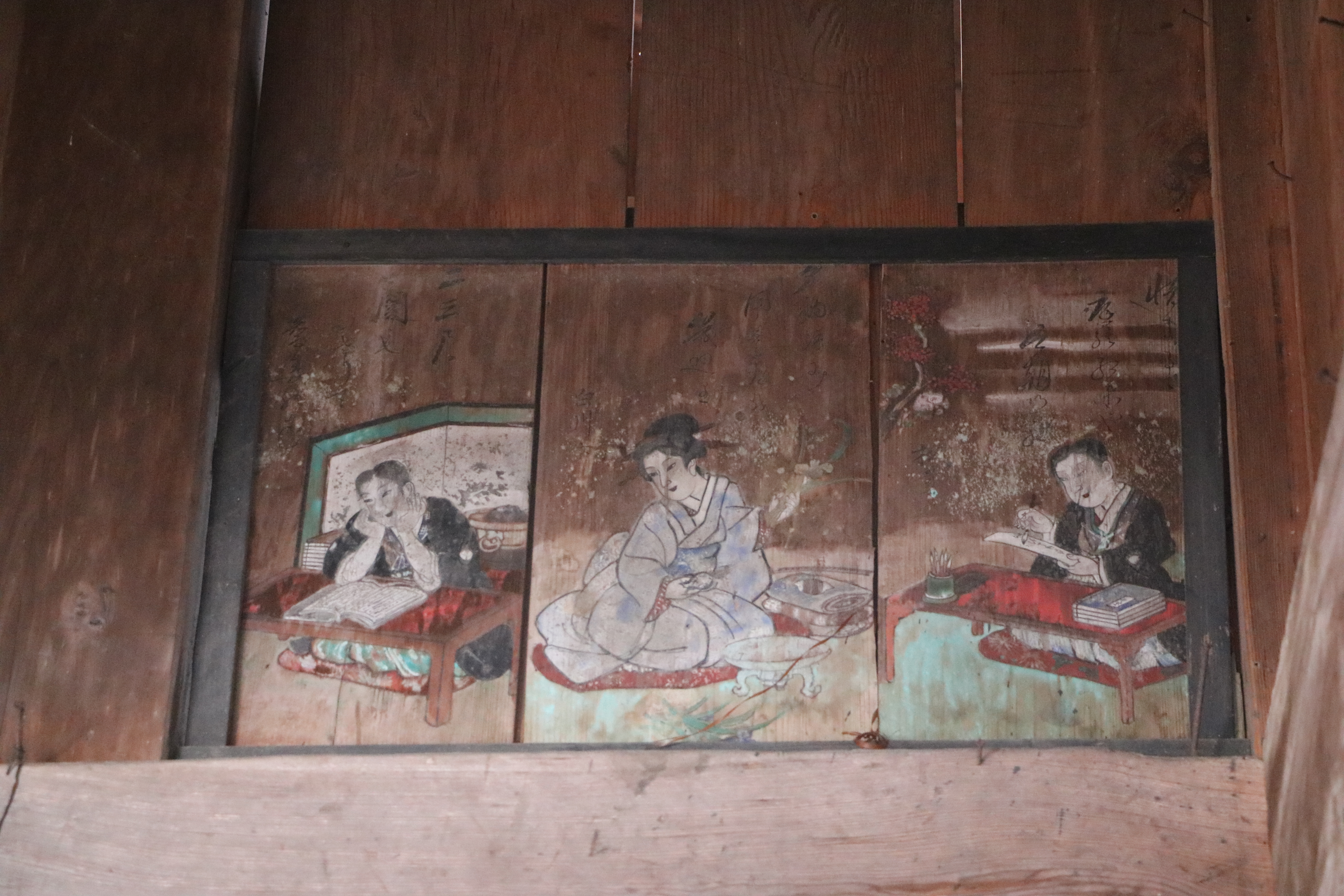
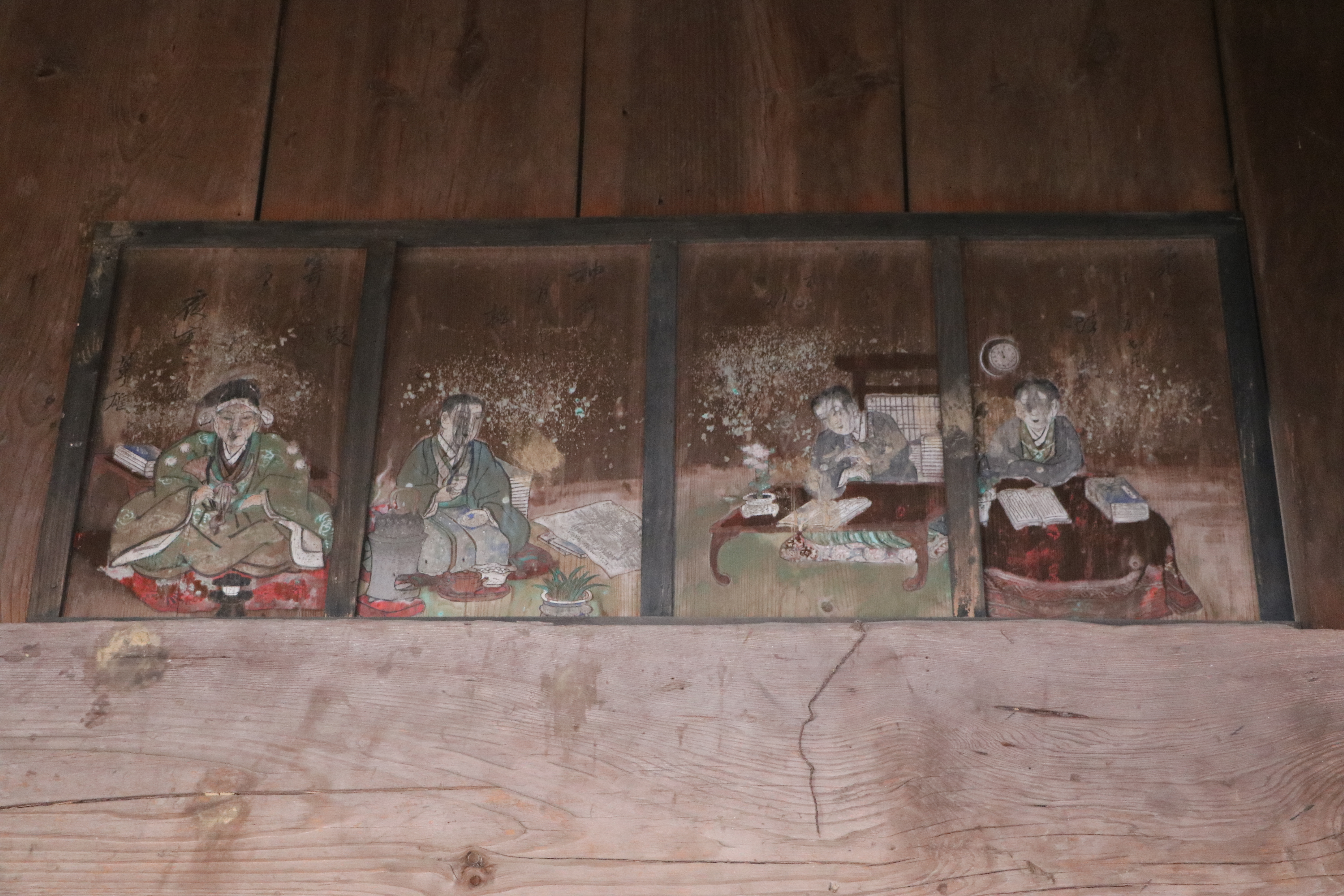

## 年間祭事

### 一覧
年間祭事は次のとおり。
- 元旦祭（1月1日）
- 春祭（4月4日）
- 小宮祭（4月4日）
- 奥社祭（4月26日）
- 大祓祭（6月29日）
- 風祭（8月27日）
- 七五三祈願祭（11月15日）
- 新穀祭（11月24日）
- 大祓祭（12月29日）
- 越年祭（12月31日）

### 例大祭
かつては11月15日に行われていたが、2018年現在は9月22日、23日（秋分の日）に変更されている。
大祭の日には神職3人によって祭事が午後2時から始まり、祭事の後には小学生の浦安の舞、若キ連の獅子舞、奉納相撲が行われる。

## 交通アクセス
JR大糸線・信濃松川駅から直線距離で2キロメートル余り。